# Gutshaus Gundersleben

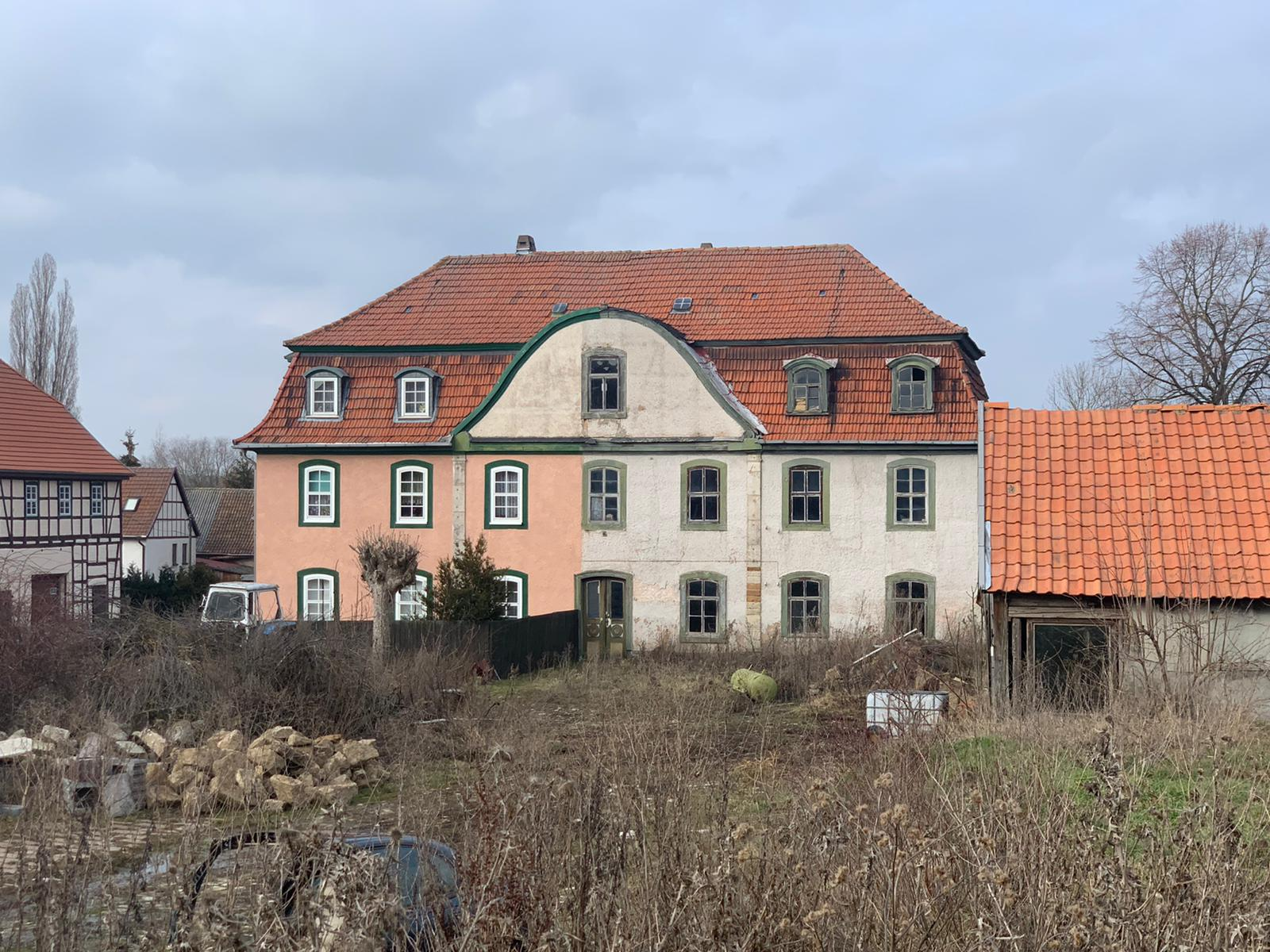
Gutshaus Gundersleben

Das Gutshaus Gundersleben in Gundersleben im Kyffhäuserkreis in Thüringen ist Teil einer erhaltenen barocken Gutsanlage am nordöstlichen Rand des Dorfes. Es stellt einen der wenigen Repräsentanten ländlicher Herrschaftsarchitektur im südlichen Kyffhäuserkreis dar.

## Baugeschichte
Zur Entstehung des Gutes und seinen Gründern fehlen historische Quellen. Im 16. Jahrhundert treten die Herren von Tettenborn als Besitzer auf, bevor die Anlage im letzten Viertel des 18. Jahrhunderts in die Hände der Familie Kleemann gelangte. Unter ihrer Ägide wurden die heutigen Gebäude unter Verwendung bestehender Baumaterialien neu errichtet. Hierzu zählen das Gutshaus sowie die westlich gelegene freistehende Wohnscheune. Von der Straße führt ausgehend von der Toranlage eine Achse direkt auf das Gutshaus zu.
In den 1950er Jahren wurde das Gebäude in zwei Wohneinheiten aufgeteilt. Dabei wurde auch die historische Raumfolge verändert und die klassizistische verlegt.

## Baulichkeiten

### Äußeres
Bei dem Herrenhaus handelt es sich um einen zweigeschossigen verputzten Bau mit Mansarddach. Das Gebäude wurde nicht einheitlich errichtet, da das Erdgeschoss sowie die Nord- und Westseite des Obergeschosses aus Bruchstein ausgeführt wurden, während das Übrige in Fachwerkbauweise errichtet wurde. Das Dach, datiert aus dem Jahr 1799/1800, weist auf der Südseite die auffällige seltene schweifbogenförmige Gaube als Bekrönung eines dreiachsigen Mittelrisalits auf. Dieser Giebel findet sein Vorbild in dem der Orangerie in Ebeleben. Der Risalit wird lediglich durch flache Pilaster aus Naturstein an den Ecken betont. Mittig findet sich der durch eine profilierte Rahmung gefasste Zugang. Die Kreuzstockfenster aus der Erbauungszeit wurden größtenteils durch schlichte Segmentbogenfenster ersetzt. Westseitig befindet sich ein neuzeitlicher Glasvorbau mit Walmdach.
Nördlich schließt an das Haupthaus ein zweigeschossiger Seitenflügel an, dessen Obergeschoss in Sichtfachwerk ausgeführt wurde.

### Inneres
Im Erdgeschoss des südlichen Gebäudeteils mit seiner Schaufassade finden sich noch kreuzgratgewölbte Räume, während im Obergeschoss der historische Tanzsaal mit dem Spiegelgewölbe von 1777/78 erhalten blieb. 
Der nördliche Trakt ist tonnenunterkellert und hat im Obergeschoss Kammern mit einer Ausstattung des 19. Jahrhunderts. 

### Wirtschaftsgebäude
Den Hofraum grenzt nach Westen die Ende des 18. Jahrhunderts errichtete Wohnscheune als zweigeschossiger Fachwerkbau auf Bruchsteinsockel mit Krüppelwalmdach ab. Der bauzeitliche Grundriss blieb über die Zeit und baulichen Veränderungen größtenteils erhalten. Der Hof ist von einer Kalkbruchsteinmauer eingefriedet, deren Toranlage mit qualitätsvoll gehauenen Quadern als Pfeiler ausgeführt wurde. 